# Skippy de boskangoeroe
Skippy de Boskangoeroe (originele titel Skippy the Bush Kangaroo) is een Australisch televisieprogramma uit de jaren zestig (1968-1970) dat gebaseerd is op de avonturen van de oostelijke grijze reuzenkangoeroe (bush kangaroo) Skippy en zijn baasjes.
De serie speelt zich af in het fictieve 'Waratah National Parc' bij Sydney en is opgenomen in Duffys Forest, vlak bij Sydney. Het was, ook in de Benelux, een zeer populaire tegenhanger van de Amerikaanse dolfijn Flipper en de hond Lassie. De naam is afgeleid van het werkwoord to skip, dat onder andere "springen" betekent. De skippybal is naar deze fictieve kangoeroe vernoemd.
Skippy bewijst keer op keer een handig maatje te zijn in het opsporen van misdadigers of verdwenen kinderen, het redden van mensen en dieren en het redden van auto's. Het programma werd in de jaren negentig door de Nederlandse publieke omroepen en door de commerciële omroep Kindernet uitgezonden. In 1992 werd er een nieuwe Australische vervolgserie geproduceerd: The New Adventures of Skippy.

## Rolverdeling
| Acteur          | Personage                 |
| --------------- | ------------------------- |
| Elke Neidhart   | Dr. Anna Steiner          |
| Ed Devereaux    | Matt Hammond              |
| Tony Bonner     | Jerry King                |
| Ken James       | Mark Hammond              |
| Garry Pankhurst | Sonny Hammond             |
| Liza Goddard    | Clarissa 'Clancy' Merrick |